# ماریوش پوجانوفسکی
ماریوش پوجانوفسکی (لهستانی: Mariusz Zbigniew Pudzianowski; آوانگاری لهستانی: ˈmarjuʂ pudʑaˈnɔfskʲi؛ زادهٔ ۷ فوریه ۱۹۷۷) قوی‌مرد سابق لهستانی است که  در هنرهای رزمی ترکیبی نیز فعالیت دارد. او در طول فعالیت خود به عنوان قوی‌مرد، برندهٔ پنج عنوان قهرمانی در مسابقات قوی‌ترین مردان جهان (بیشترین تعداد قهرمانی تاکنون) و همچنین دو مرتبه نفر دوم بوده‌است.
پودزیانوفسکی با پنج بار قهرمانی در مسابقات قوی‌ترین مردان جهان، رکوردی از خود در رکوردهای جهانی گینس به ثبت رسانده است.

### فعالیت در مسابقات قوی‌ترین مردان جهان
پوجانوفسکی در ۱۹۹۹ در اولین مسابقات قوی‌ترین مردان لهستان در پوتسک شرکت کرد و به مقام اول دست یافت.
او در سال ۲۰۰۰ برای اولین بار در رقابت‌های قوی‌ترین مردان جهان شرکت کرد و به مقام چهارم رسید. در سال ۲۰۰۲ دوباره در این مسابقات شرکت کرد و به مقام اول دست یافت. در سال ۲۰۰۳ برای بار دوم با بیشترین اختلاف امتیازی ممکن در کل رقابت‌ها به مقام اول رسید. در سال ۲۰۰۴ به مقام سوم دست یافت، اما به دلیل تخطی از قوانین مسابقات، از مسابقه اخراج شده و مقام سومی او پس گرفته شد. او در سال ۲۰۰۵ در مسابقات شرکت کرد و سومین بار به مقام قهرمانی دست یافت. وی در سال ۲۰۰۶ به مقام دوم این مسابقات دست یافت. در سال ۲۰۰۷ برای چهارمین بار و در سال ۲۰۰۸ برای پنجمین بار به مقام قهرمانی رسید. در سال ۲۰۰۹ برای آخرین بار در مسابقات قوی ترین مردان جهان شرکت کرد و به مقام دوم رسید.

## دستاوردها در رقابت‌های قوی‌ترین مردان
رکورد رقابتی حرفه‌ای (اعم از بین‌المللی و ملی) – اول (۵۸)، دوم (۱۰)، سوم (۱) – از مجموع (۷۷)

| حرفه ای      | اول | دوم | سوم | چهارم | پنجم | ششم | هفتم | هشتم | نهم | دهم | مجموع |
| ------------ | --- | --- | --- | ----- | ---- | --- | ---- | ---- | --- | --- | ----- |
| ملی (لهستان) | ۱۵  | ۱   |     |       |      |     |      |      |     |     | ۱۶    |
| بین‌المللی    | ۴۳  | ۹   | ۱   | ۳     | ۲    | ۲   |      |      |     | ۱   | ۶۱    |
| جمع          | ۵۸  | ۱۰  | ۱   | ۳     | ۲    | ۲   |      |      |     | ۱   | ۷۷    |

| رقابت                                                  | محل                              | نتیجه                          | تاریخ      |
| ------------------------------------------------------ | -------------------------------- | ------------------------------ | ---------- |
| قوی‌ترین مردان جهان                                     | والتا، مالت                      | مقام دوم                       | ۱۰-۰۳-۲۰۰۹ |
| قویترین مرد جهان                                       | چارلستون، ویرجینیای غربی، آمریکا | برنده                          | ۱۰-۹-۲۰۰۸  |
| جایزه بزرگ فدراسیون جهانی مردان قوی                    | سیلیچی، بلاروس                   | برنده                          | ۰۸-۰۳-۲۰۰۸ |
| جام لهستان                                             | لهستان                           | برنده                          |            |
| جایزه بزرگ فدراسیون جهانی مردان قوی (قوی‌ترین مرد جهان) | روسیه                            | برنده                          | ۲۰۰۸       |
| لهستان مقابل جهان                                      | لهستان                           | برنده                          | ۲۰۰۸       |
| جایزه بزرگ سری سوپر موهگان سان                         | آنکاسویل، کانکتیکات، آمریکا      | مقام دوم                       | ۲۰۰۸-۰۱-۱۹ |
| قویترین مرد جهان                                       | آناهیم، کالیفرنیا، آمریکا        | برنده                          | ۲۰۰۷       |
| جایزه بزرگ سری وایکینگ پاور اسوند کارلسنس              | نروژ                             | برنده                          | ۲۰۰۷       |
| سوپر سری جایزه بزرگ ساحل ونیز                          | ساحل ونیز، کالیفرنیا، آمریکا     | مقام دوم                       | ۲۰۰۷       |
| جایزه بزرگ سری سوپر موهگان سان                         | آنکاسویل، کانکتیکات، آمریکا      | برنده                          | ۲۰۰۷       |
| قهرمانی اروپا                                          | لهستان                           | برنده                          | ۲۰۰۷       |
| جایزه بزرگ جام جهانی مردان قوی                         | انگلستان                         | برنده                          | ۲۰۰۷       |
| جایزه بزرگ جام جهانی مردان قوی                         | لتونی                            | برنده                          | ۲۰۰۷       |
| قویترین مرد جهان                                       | سانیا، چین                       | مقام دوم                       | ۲۰۰۶       |
| جایزه بزرگ سوپر سری لهستان                             | لهستان                           | برنده                          | ۲۰۰۶       |
| جایزه بزرگ سوپر سری مسکو                               | مسکو، روسیه                      | برنده                          | ۲۰۰۶       |
| جایزه بزرگ سری سوپر موهگان سان                         | آنکاسویل، کانکتیکات، آمریکا      | برنده                          | ۲۰۰۶       |
| جایزه بزرگ جام جهانی مردان قوی                         | روسیه                            | برنده                          | ۲۰۰۶       |
| جایزه بزرگ جام جهانی مردان قوی                         | لهستان                           | برنده                          | ۲۰۰۶       |
| جایزه بزرگ جام جهانی مردان قوی                         | لتونی                            | برنده                          | ۲۰۰۶       |
| جایزه بزرگ جام جهانی                                   | بلاروس                           | برنده                          | ۲۰۰۶       |
| قویترین مرد آرنولد                                     | کلمبوس، اوهایو، آمریکا           | مقام ششم                       | ۲۰۰۵       |
| قویترین مرد جهان                                       | چنگدو، چین                       | برنده                          | ۲۰۰۵       |
| لهستان مقابل جهان                                      | لهستان                           | برنده                          | ۲۰۰۵       |
| جایزه بزرگ سری سوپر موهگان سان                         | آنکاسویل، کانکتیکات، آمریکا      | برنده                          | ۲۰۰۵       |
| جایزه بزرگ سوپر سری سوئد                               | سوئد                             | برنده                          | ۲۰۰۵       |
| جایزه بزرگ سوپر سری لهستان                             | لهستان                           | برنده                          | ۲۰۰۵       |
| سوپر سری جایزه بزرگ ساحل ونیز                          | ساحل ونیز، کالیفرنیا، آمریکا     | برنده                          | ۲۰۰۵       |
| جایزه بزرگ جام جهانی مردان قوی                         | اتریش                            | برنده                          | ۲۰۰۵       |
| قویترین مرد آرنولد                                     | کلمبوس، اوهایو، آمریکا           | مقام چهارم                     | ۲۰۰۴       |
| قویترین مرد جهان                                       | ناسائو، جزیره بهشت، باهاما       | رد صلاحیت شد (در اصل مقام سوم) | ۲۰۰۴       |
| قهرمانی اروپا                                          | جلنیا گورا، لهستان               | برنده                          | ۲۰۰۴       |
| قهرمانی تیمی جهان                                      | Płock، لهستان                    | برنده                          | ۲۰۰۴       |
| جایزه بزرگ سوپر سری مسکو                               | مسکو، روسیه                      | برنده                          | ۲۰۰۴       |
| جام لهستان                                             | لهستان                           | برنده                          | ۲۰۰۴       |
| قویترین مرد جهان                                       | ویکتوریا فالز، زامبیا            | برنده                          | ۲۰۰۳       |
| قهرمانی اروپا                                          | ساندومیرز، لهستان                | برنده                          | ۲۰۰۳       |
| قهرمانی تیمی جهان                                      | مجارستان                         | برنده                          | ۲۰۰۳       |
| چالش یلیتورنیو                                         | فنلاند                           | برنده                          | ۲۰۰۳       |
| رکورد شکنان جهان                                       | Gdynia، لهستان                   | برنده                          | ۲۰۰۳       |
| جام لهستان                                             | لهستان                           | برنده                          | ۲۰۰۳       |
| قویترین مرد آرنولد                                     | کلمبوس، اوهایو، آمریکا           | مقام پنجم                      | ۲۰۰۳       |
| جایزه بزرگ سوپر سری فنلاند                             | فنلاند                           | مقام دوم                       | ۲۰۰۳       |
| جایزه بزرگ سوپر سری کانادا                             | کانادا                           | مقام دوم                       | ۲۰۰۳       |
| جایزه بزرگ سوپر سری هلند                               | هلند                             | برنده                          | ۲۰۰۳       |
| جایزه بزرگ هاوایی سوپر سری                             | هاوایی، آمریکا                   | برنده                          | ۲۰۰۳       |
| قویترین مرد جهان                                       | کوالالامپور، مالزی               | برنده                          | ۲۰۰۲       |
| جایزه بزرگ هاوایی سوپر سری                             | هاوایی، آمریکا                   | مقام سوم                       | ۲۰۰۲       |
| جایزه بزرگ سوپر سری سوئد                               | سوئد                             | مقام پنجم                      | ۲۰۰۲       |
| قهرمانی اروپا                                          | Gdynia، لهستان                   | برنده                          | ۲۰۰۲       |
| جام لهستان                                             | لهستان                           | مقام دوم                       | ۲۰۰۲       |
| قهرمانی تیمی جهان                                      | مجارستان                         | مقام سوم                       | ۲۰۰۲       |
| غول‌های جهان                                            | ایرلند                           | برنده                          | ۲۰۰۲       |
| قویترین مرد جهان                                       | سان سیتی، آفریقای جنوبی          | مقام چهارم                     | ۲۰۰۰       |
| جایزه بزرگ هلسینکی                                     | فنلاند                           | مقام دهم                       | ۲۰۰۰       |
| قهرمانی تیمی جهان                                      | مجارستان                         | مقام دوم                       | ۲۰۰۰       |
| جایزه بزرگ جام جهانی                                   | لهستان                           | برنده                          | ۲۰۰۰       |
| قهرمانی تیمی جهان                                      | چین                              | مقام سوم                       | ۱۹۹۹       |
| جام لهستان                                             | لهستان                           | برنده                          | ۱۹۹۹       |